# Do-Re-Mi-Já
Do-Re-Mi-Já fue un espectáculo teatral de humor musical. Especial del conjunto de instrumentos informales Les Luthiers a colaboración del Collegium Musicum, en compañía de la Camerata Bariloche. Fue una función especial representada una sola vez, el 21 de agosto de 2000, en el Teatro Colón, de Buenos Aires, Argentina.

## Programa
Por Camerata Bariloche:
- Doble Concierto en Re menor (de Johann S.Bach)

- Divertimento Nº1 en Re mayor K.136 (de W.A. Mozart)
- Danzas Folklóricas Rumanas (de Béla Bartók)

Por Les Luthiers:
- Para Elisabeth

(Sonata a la carta)
- Serenata Tímida

(Canción pusilánime)
- Educación Sexual Moderna

(Cántico enclaustrado)
- Quién mató a Tom McCoffee

(Música en serie)
Por Les Luthiers y Camerata Bariloche:
- Concerto grosso alla Rústica

(Concertino Puneño, compuesto por quena charango y bombo, bajo continuo y orquesta de cuerdas alternadas)
- La Hija de Escipión

(Fragmento de Ópera)

## Fuera de Programa
Por Les Luthiers:
- Perdónala

(Bolérolo)
- Añoralgias

(Zamba catástrofe)
- Datos: Q5812067